# 24 lipca
24 lipca jest 205. (w latach przestępnych 206.) dniem w kalendarzu gregoriańskim. Do końca roku pozostaje 160 dni.

## Święta
- Imieniny obchodzą: Augustyn, Gleb, Kinga, Krystyna, Krzesimir, Kunegunda, Olga, Segolena, Wiktor, Wojciecha i Zyglinda.
- Polska – Święto Policji
- Wspomnienia i święta w Kościele katolickim[1][2] obchodzą:
  - św. Kinga (księżna)
  - św. Krystyna z Bolseny (męczennica)
  - bł. Krzysztof od św. Katarzyny (prezbiter)
  - bł. María Mercedes Prat (męczennica)
  - Szarbel Makhlouf (prezbiter, pustelnik)
  - bł. męczennice z Guadalajary:
    - Maria Pilar od św. Franciszka Borgiasza
    - Maria Angeles od św. Józefa
    - Teresa od Dzieciątka Jezus i św. Jana od Krzyża

  - bł. męczennicy z Durham:
    - Jan Boste
    - Jan Ingram
    - Jan Speed
    - Jerzy Swallowel

## Wydarzenia w Polsce
- 1400 – W salach dzisiejszego Muzeum Uniwersytetu Jagiellońskiego w Collegium Maius odbyły się pierwsze wykłady akademickie.
- 1466 – Wojna trzynastoletnia: oddziały polskie i gdańskie zdobyły po oblężeniu Starogard.
- 1478 – Wojna o sukcesję głogowską: stoczono bitwę pod Leśniowem Wielkim.
- 1499 – W Wilnie podpisano unię krakowsko-wileńską.
- 1520 – Król Zygmunt I Stary wydał edykt toruński wymierzony w innowierców.
- 1625 – Mianowano pierwszego Naczelnego Pocztmistrza Wrocławia.
- 1627 – Wojna trzydziestoletnia: zwycięstwo wojsk austriackich nad duńskimi w bitwie pod Granowem.
- 1655 – Potop szwedzki: rozpoczęła się bitwa pod Ujściem.
- 1716 – III wojna północna: konfederaci tarnogrodzcy zdobyli Poznań.
- 1792:
  - Król Stanisław II August złożył na ręce posła rosyjskiego Jakowa Bułhakowa żądany przez Katarzynę II akces do konfederacji targowickiej.
  - Wojna polsko-rosyjska: zwycięstwo wojsk litewskich w bitwie pod Krzemieniem.
- 1794:
  - Pożar strawił niemal doszczętnie zabudowę Żuromina.
  - Wojska carskie dokonały pogromu Żydów na Zarzeczu.
- 1808 – Pionier awiacji pochodzenia mołdawskiego Jordaki Kuparentko odbył w Warszawie swój trzeci lot balonem.
- 1815 – Założono Towarzystwo Naukowe Krakowskie.
- 1816 – Założono Instytut Diaków w Przemyślu.
- 1831 – Powstanie listopadowe: Pułk Jazdy Poznańskiej pułkownika Augustyna Brzeżańskiego zajął Zdzięcioł.
- 1863 – Powstanie styczniowe: nierozstrzygnięta bitwa pod Kaniwolą.
- 1904 – W ruinach Zamku Pienińskiego odbyło się poświęcenie Groty świętej Kingi i jej posążku.
- 1919 – Sejm Ustawodawczy uchwalił ustawę o organizacji Policji Państwowej i o bezpieczeństwie państwa.
- 1920 – Wincenty Witos objął po raz pierwszy stanowisko premiera, stając na czele utworzonego w czasie inwazji bolszewickiej Rządu Obrony Narodowej.
- 1942 – Niemcy zlikwidowali getto żydowskie w Sędziszowie Małopolskim.
- 1944:
  - Partyzanci polscy wyzwolili spod okupacji niemieckiej teren zwany Republiką Pińczowską.
  - W Lesie Grabińskim koło Iwonicza-Zdroju Ukraińcy z batalionu SS Galizien rozstrzelali 72 Polaków.
- 1948 – Założono Instytut Badań Literackich w Warszawie.
- 1949 – W Raszynie uruchomiono odbudowaną po wojnie radiostację Polskiego Radia z nadajnikiem o mocy 200 kW.
- 1959 – W Lublinie rozpoczęto seryjną produkcję samochodu dostawczego FSC Żuk.
- 1973 – Położono kamień węgielny pod budowę pierwszego budynku gdańskiego osiedla Zaspa.
- 1978 – Premiera filmu Wodzirej w reżyserii Feliksa Falka.
- 1993 – oblatano prototyp samolotu PZL M28.
- 1998 – Sejm RP uchwalił ustawę o wprowadzeniu zasadniczego trójstopniowego podziału terytorialnego państwa, przywracającą od 1 stycznia 1999 roku powiaty i zakładającą podział kraju na 16 województw.
- 2003 – Rodzina porwanego Krzysztofa Olewnika przekazała żądane 300 tys. euro okupu za jego niedoszłe do skutku uwolnienie.

## Wydarzenia na świecie

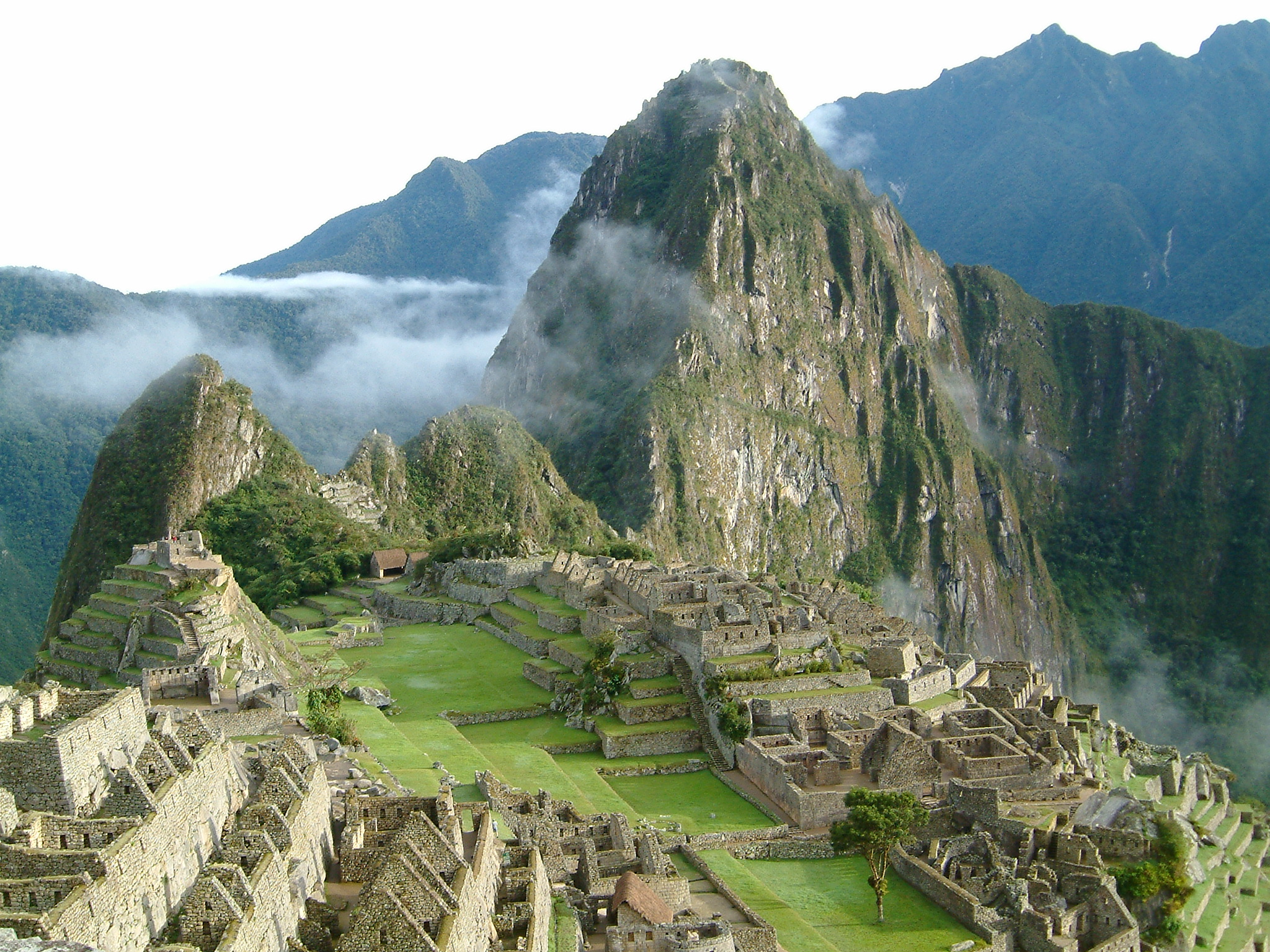
Inkaskie miasto Machu Picchu

- 1002 – Podczas zjazdu w Merseburgu doszło do napaści tłumu na orszak Bolesława Chrobrego.
- 1132 – Król Sycylii Roger II poniósł porażkę w bitwie pod Nocerą ze zbuntowanymi baronami.
- 1148 – II wyprawa krzyżowa: krzyżowcy rozpoczęli nieudane oblężenie Damaszku.
- 1177 – Cesarz rzymski Fryderyk I Barbarossa ukorzył się w Wenecji przed papieżem Aleksandrem III, co zakończyło tzw. spór o inwestyturę.
- 1411 – Stoczono nierozstrzygniętą, krwawą bitwę pod Harlaw między rebeliantami z klanu McDonaldów a siłami regenta Szkocji Roberta Stewarta.
- 1525 – García Jofre de Loaísa na czele wyprawy 7 okrętów wypłynął z hiszpańskiego portu La Coruña w podróż dookoła świata trasą Ferdynanda Magellana.
- 1534 – Jacques Cartier ogłosił po wylądowaniu na półwyspie Gaspésie terytorium Kanady posiadłością Francji.
- 1557 – Król Francji Henryk II Walezjusz wydał edykt z Compiègne, który nakazywał administracji jeszcze ostrzejsze postępowanie z hugenotami.
- 1567 – Królowa Szkocji Maria I Stuart została zmuszona do abdykacji. Tron objął jej roczny syn Jakub.
- 1572 – Hiszpańscy konkwistadorzy zdobyli i zburzyli stolicę Państwa Inków Vilcabambę w dzisiejszym Peru.
- 1599 – Szwedzki Riksdag zdetronizował Zygmunta III Wazę, co zakończyło polsko-szwedzką unię personalną.
- 1677 – Wojna skańska: zwycięstwo wojsk szwedzkich nad duńskimi w bitwie pod Landskroną.
- 1690 – Wojna irlandzka: zakończyło się nieudane oblężenie Athlone przez wojska wierne królowi Anglii i Irlandii Wilhelmowi III Orańskiemu.
- 1701 – Założono Detroit w Michigan.
- 1702 – We Francji wybuchło powstanie kamizardów.
- 1712 – Wojna o sukcesję hiszpańską: zwycięstwo wojsk francuskich nad austriacko-holenderskimi w bitwie pod Denain.
- 1719 – III wojna północna: Rosjanie spalili doszczętnie szwedzkie portowe miasto Nyköping.
- 1759 – Wojna Brytyjczyków z Francuzami i Indianami: zwycięstwo wojsk brytyjskich w bitwie pod La Belle-Famille.
- 1783 – Caryca Rosji Katarzyna II Wielka oraz król Kartlii i Kachetii Herakliusz II podpisali traktat gieorgijewski ustanawiający protektorat rosyjski.
- 1800 – Decyzją pierwszego konsula Napoleona Bonapartego gen. François-Philippe de Foissac-Latour został zdegradowany i pozbawiony prawa noszenia munduru za poddanie wojskom austriackim twierdzy Mantua w lipcu poprzedniego roku.
- 1810 – Wojna na Półwyspie Iberyjskim: zwycięstwo wojsk francuskich nad brytyjskimi w bitwie nad rzeką Côa w Portugalii.
- 1823 – W Chile zniesiono niewolnictwo.
- 1837 – Na Słowacji spadł meteoryt Divina.
- 1840 – W południowej Brazylii powstała separatystyczna Republika Juliana.
- 1847 – Grupa mormonów założyła Salt Lake City w Utah.
- 1860 – Włoska wojna wyzwoleńcza: zwycięstwo powstańców Giuseppe Garibaldiego nad wojskami Królestwa Obojga Sycylii w bitwie pod Milazzo.
- 1863 – Wojna z Dakotami: zwycięstwo armii amerykańskiej w bitwie pod Big Mound.
- 1864 – Wojna secesyjna: zwycięstwo Konfederatów w II bitwie pod Kernstown.
- 1866 – Tennessee jako pierwszy spośród stanów byłej Konfederacji wstąpiło ponownie do Unii.
- 1876 – Powódź zniszczyła Panamint City w Kalifornii (obecnie tzw. miasto duchów).
- 1886 – Gottlieb Daimler skonstruował czteroosobowy pojazd stylizowany na karocę, z jednocylindrowym silnikiem o mocy 1,1 KM montowanym pod tylnym siedzeniem. Automobil rozwijał szybkość maksymalnie 16 km/h.
- 1888 – Szkocki wynalazca John Boyd Dunlop zgłosił do opatentowania oponę.
- 1901:
  - Johan Henrik Deuntzer został premierem Danii.
  - Skazany za defraudację amerykański pisarz William Sydney Porter (znany pod pseudonimem O. Henry) opuścił po 3 latach więzienie.
- 1904 – Wojna rosyjsko-japońska: zwycięstwo wojsk japońskich w bitwie pod Tashihchiao.
- 1905:
  - Cesarz Niemiec Wilhelm II Hohenzollern i car Rosji Mikołaj II Romanow podpisali tajny układ z Björkö.
  - Założono niemiecki klub piłkarski Borussia Neunkirchen.
- 1908:
  - Sułtan Imperium Osmańskiego Abdülhamid II, zmuszony rewolucją młodoturków, przywrócił zawieszoną konstytucję z 1876 roku.
  - W trakcie IV Letnich Igrzysk Olimpijskich w Londynie zdyskwalifikowano włoskiego zwycięzcę biegu maratońskiego Włocha Dorando Pietriego, któremu w czasie finiszu na stadionie, po kilku upadkach spowodowanych wyczerpaniem, pomagali wstawać sędziowie. Mistrzem olimpijskim został drugi na mecie Amerykanin Johnny Hayes.
- 1909 – Aristide Briand został po raz pierwszy premierem Francji.
- 1911 – Amerykanin Hiram Bingham III odnalazł w Peru miasto Państwa Inków Machu Picchu.
- 1912 – 101 osób zginęło w trzęsieniu ziemi w regionie Piura w północno-zachodnim Peru.
- 1913:
  - Utworzono Muzeum Sztuk Pięknych w Walencji.
  - Została przyjęta flaga stanowa Delaware.
- 1915:
  - 845 osób zginęło w katastrofie rzecznego statku wycieczkowego „Eastland” w Chicago.
  - I wojna światowa: niemiecki okręt podwodny SM U-36 został zatopiony w okolicy North Rona na Hebrydach Zewnętrznych przez brytyjski statek-pułapkę HMS „Prince Charles“, w wyniku czego zginęło 15 spośród 31 członków załogi.
- 1917 – I wojna światowa: pyrrusowe zwycięstwo wojsk niemieckich w bitwie pod Krechowcami z walczącymi po stronie rosyjskiej polskimi ułanami.
- 1918 – Rozpoczął działalność Uniwersytet Hebrajski w Jerozolimie.
- 1919 – Założono Uniwersytet Mendla w czeskim Brnie.
- 1920 – Zwycięstwo wojsk francuskich nad siłami Królestwa Wielkiej Syrii w bitwie pod Majsalun, które przypieczętowało sukces sił francuskich w ustanowieniu kontroli nad Mandatem Syrii i Libanu.
- 1921 – W katastrofie skonstruowanego przez Waleriana Abakowskiego eksperymentalnego szynobusu dużej prędkości (tzw. aerowagonu) na trasie kolejowej Tuła-Moskwa zginęło 6 osób, w tym konstruktor.
- 1922 – Liga Narodów zatwierdziła brytyjski mandat w Palestynie.
- 1923 – Podpisano traktat z Lozanny, który zakończył wojnę grecko-turecką oraz zrewidował postanowienia traktatu z Sèvres z 1920 roku.
- 1924 – Temistoklis Sofulis został premierem Grecji.
- 1929:
  - Premier Francji Raymond Poincaré podał się do dymisji ze względów zdrowotnych. Jego miejsce zajął Aristide Briand.
  - Wszedł w życie pakt paryski, który był międzynarodowym traktatem ustanawiającym wyrzeczenie się wojny jako instrumentu polityki narodowej.
- 1930 – Były premier Litwy Augustinas Voldemaras został deportowany na rok do Płótele jako osoba niebezpieczna dla porządku publicznego.
- 1931 – W pożarze domu starców w Pittsburghu w stanie Pensylwania zginęło 48 osób.
- 1939 – Premier Pál Teleki w depeszy do Adolfa Hitlera odmówił jakiegokolwiek udziału Węgier w planowanej niemieckiej inwazji na Polskę.
- 1940 – Bitwa o Atlantyk: francuski statek pasażerski „Meknés”, płynący z Southampton do Marsylii z 1277 repatriowanymi francuskimi marynarzami, został storpedowany na kanale La Manche przez niemiecki kuter torpedowy S-27, w wyniku czego zginęło 416 osób.
- 1942:
  - Bitwa o Atlantyk: niemiecki okręt podwodny U-90 został zatopiony przez kanadyjski niszczyciel HMCS „St. Croix”, w wyniku czego zginęła cała, 44-osobowa załoga.
  - Front wschodni: zwycięstwem wojsk niemiecko-węgierskich zakończyła się bitwa pod Woroneżem (28 czerwca-24 lipca).
- 1943:
  - Bitwa o Atlantyk: polski niszczyciel ORP „Orkan” uratował 37 rozbitków z zatopionego niemieckiego okrętu podwodnego U-459 i brytyjskiego lotnika z samolotu rozbitego podczas ataku na U-Boota.
  - Front zachodni: całodzienny brytyjsko-kanadyjski nalot dywanowy na Hamburg, który pochłonął ponad 20 tys. ofiar.
- 1944 – Wojna na Pacyfiku: wojska amerykańskie zaatakowały wyspę Tinian w archipelagu Marianów Północnych.
- 1945 – Wojna na Pacyfiku: poddały się ostatnie stawiające opór jednostki japońskie na Okinawie.
- 1946 – Amerykanie przeprowadzili koło atolu Bikini pierwszy podwodny test bomby atomowej.
- 1948 – Li Syng Man został zaprzysiężony na pierwszego prezydenta Korei Południowej.
- 1950 – Wystrzelono pierwszą rakietę (Bumper 8) ze stanowiska startowego na przylądku Canaveral na Florydzie.
- 1956 – Hermann Jónasson został po raz drugi premierem Islandii.
- 1958 – Białoruski pisarz Płaton Haławacz został pośmiertnie zrehabilitowany.
- 1959 – Podczas otwarcia w Moskwie amerykańskiej wystawy, prezydent USA Richard Nixon i przywódca ZSRR Nikita Chruszczow przeprowadzili ostrą publiczną dyskusję na temat kapitalizmu i komunizmu.
- 1960 – Marszałek Andriej Grieczko został dowódcą zjednoczonych sił zbrojnych Układu Warszawskiego.
- 1966 – Michael Pelkey i Brian Schubery jako pierwsi wykonali skoki BASE ze skały El Capitan w paśmie Sierra Nevada w Kakidornii.
- 1967 – W czasie oficjalnej wizyty w Kanadzie, prezydent Francji Charles de Gaulle wygłosił przemówienie do mieszkańców Montrealu, w którym padły słowa: „Niech żyje wolny Quebec!”
- 1969 – Kapsuła statku Apollo 11 wraz z trzema astronautami bezpiecznie wodowała na Oceanie Spokojnym.
- 1974:
  - Dzień po oddaniu władzy przez wojsko na urząd premiera Grecji został zaprzysiężony Konstandinos Karamanlis
  - Premiera dramatu sensacyjnego Życzenie śmierci w reżyserii Michaela Winnera.
- 1977:
  - W katastrofie wojskowego samolotu Douglas DC-6 pod Puerto Montt w Chile zginęło 7 członków załogi i 31 spośród 75 pasażerów.
  - Zawarto zawieszenie broni kończące czterodniową wojnę graniczną między Egiptem i Libią.
- 1981 – Amerykański negocjator Philip Habib doprowadził do zawieszenia broni w konflikcie między Izraelem a OWP w południowym Libanie.
- 1982 – 299 osób zginęło w wyniku runięcia mostu w japońskim Nagasaki.
- 1983:
  - Ponad 100 osób zginęło w wyniku runięcia w przepaść przeładowanego autobusu na tzw. „Drodze Śmierci” między Coroico a La Paz w Boliwii.
  - W Wenezueli w 200. rocznicę urodzin Simóna Bolívara powstała tajna, lewicowa organizacja polityczno-wojskowa Boliwariański Ruch Rewolucyjny-200. Jednym z jej założycieli był późniejszy prezydent kraju gen. Hugo Chávez.
- 1985 – W katastrofie samolotu Douglas DC-6 w Kolumbii zginęło 80 osób.
- 1990 – Wojska irackie zaczęły zajmować pozycje na granicy z Kuwejtem, przygotowując się do inwazji na ten kraj.
- 1995:
  - Międzynarodowy Trybunał Karny dla byłej Jugosławii oskarżył przywódców bośniackich Serbów Radovana Karadžicia i Ratko Mladicia o ludobójstwo, zbrodnie przeciwko ludzkości i zbrodnie wojenne.
  - Zamachowiec-samobójca zdetonował bombę w autobusie w izraelskim mieście Ramat Gan, zabijając 6 osób i raniąc 28.
- 1996 – 64 osoby zginęły, a ponad 400 zostało rannych w przeprowadzonym przez Tamilskich Tygrysów zamachu bombowym na pociąg w mieście Dehiwala na Sri Lance.
- 1997 – Rexhep Meidani został prezydentem Albanii.
- 1998 – Premiera filmu wojennego Szeregowiec Ryan w reżyserii Stevena Spielberga.
- 2001:
  - W wyniku ataku Tamilskich Tygrysów na Port lotniczy Kolombo i przyległą bazę wojskową zginęło 14 rebeliantów i 7 żołnierzy, zniszczonych lub uszkodzonych zostało kilkanaście samolotów.
  - Zdetronizowany w dzieciństwie były car Bułgarii Symeon II objął urząd premiera.
- 2002 – Alfred Moisiu został prezydentem Albanii.
- 2005:
  - W stolicy Wenezueli Caracas rozpoczęła emisję utworzona przez prezydenta Hugo Cháveza panamerykańska telewizja TeleSUR.
  - Alaksandr Kazulin został wybrany na lidera na X Nadzwyczajnym Zjeździe Białoruskiej Socjaldemokratycznej Partii
- 2007:
  - 5 bułgarskich pielęgniarek i palestyńskiego lekarza, którym groziła kara śmierci za rzekome zakażenie libijskich dzieci wirusem HIV, uwolniono po 8 latach z libijskiego aresztu.
  - Bamir Topi został prezydentem Albanii.
- 2008 – Literatura esperancka: w Rotterdamie została założona: Akademio Literatura de Esperanto[3]
- 2009:
  - 16 osób zginęło, a 19 zostało rannych w katastrofie irańskiego Iła-62M podczas podchodzenia do lądowania w porcie lotniczym Meszhed.
  - 25 osób zginęło, a 40 zostało rannych w katastrofie autobusu w Samarskoje (Rosja).
  - 6 osób zginęło, a 55 zostało rannych w katastrofie kolejowej pod Splitem.
- 2010:
  - 21 osób zginęło, a 511 zostało rannych w wyniku wybuchu paniki na Love Parade w niemieckim Duisburgu.
  - W ramach projektu Dzień z życia portalu YouTube internauci z całego świata przysłali ponad 80 tys. filmów.
- 2012:
  - Bujar Nishani został prezydentem Albanii.
  - John Dramani Mahama został prezydentem Ghany.
- 2013 – 80 osób zginęło, a 178 zostało rannych w katastrofie kolejowej w hiszpańskim Santiago de Compostela.
- 2014:
  - 116 osób zginęło w katastrofie lotu Air Algerie 5017 w środkowym Mali.
  - 51 więźniów i 9 policjantów zginęło w wyniku ataku na konwój z więźniami w mieście At-Tadżi pod Bagdadem.
  - Fu’ad Masum został wybrany przez parlament na urząd prezydenta Iraku.
  - Re’uwen Riwlin został zaprzysiężony na urząd prezydenta Izraela.
  - Sprawa tajnych więzień CIA w Europie: Europejski Trybunał Praw Człowieka w Strasburgu wydał niekorzystne dla strony polskiej orzeczenia w sprawach Palestyńczyka Abu Zubajda i Saudyjczyka Abd al-Rahim al-Nashiria przeciwko Polsce.
- 2016 – W zamachu bombowym w Ansbach w Bawarii zginął jego sprawca, a 15 osób zostało rannych, w tym 4 ciężko.
- 2017 – Ilir Meta został prezydentem Albanii.
- 2019 – Boris Johnson został premierem Wielkiej Brytanii.
- 2022:
  - Ahmad Nawwaf al-Ahmad as-Sabah został premierem Kuwejtu.
  - Bajram Begaj został prezydentem Albanii.
  - Podczas 18. Mistrzostw Świata w Lekkoatletyce w amerykańskim Eugene Szwed Armand Duplantis poprawił własny rekord świata w skoku o tyczce (6,21m).
- 2025 – w katastrofie lotniczej w Tyndzie zginęło 48 osób.

## Urodzili się
- 923 – Suzaku, cesarz Japonii (zm. 952)
- 1056 – Al-Muktadi, dwudziesty siódmy kalif Abbasydów (zm. 1094)
- 1462 – Giovanni Manardo, włoski lekarz, botanik, humanista (zm. 1536)
- 1468 – Katarzyna, księżna saska (zm. 1524)
- 1507 – Nikander Pskowski, rosyjski święty mnich prawosławny (zm. 1581)
- 1529 – Karol II, margrabia Badenii-Durlach (zm. 1577)
- 1561 – Anna Maria Wittelsbach, księżniczka palatynacka, księżna szwedzka (zm. 1589)
- 1611 – Giancarlo de’ Medici, włoski kardynał (zm. 1663)
- 1638 – Jacob Born (starszy), saski prawnik, królewsko-polski i elektorsko-saski rzeczywisty tajny radca, burmistrz Lipska (zm. 1709)
- 1660 – Charles Talbot, angielski arystokrata, polityk (zm. 1718)
- 1664 – Franz Ludwig von Pfalz-Neuburg, niemiecki arystokrata, duchowny katolicki, biskup wrocławski i wormacki, arcybiskup Trewiru i Moguncji (zm. 1732)
- 1665 – Jan Jerzy II, książę Saksonii-Eisenach (zm. 1698)
- 1679 – Philipp Gerlach, niemiecki architekt (zm. 1748)
- 1699 – Carl Groddeck, niemiecki urzędnik, burmistrz Gdańska (zm. 1774)
- 1720 – Ludwika Ulryka Hohenzollern, księżniczka pruska, królowa szwedzka (zm. 1782)
- 1725 – John Newton, brytyjski żeglarz, duchowny anglikański (zm. 1807)
- 1731 – Louis Claude Cadet de Gassicourt, francuski chemik, farmaceuta (zm. 1789)
- 1737 – Alexander Dalrymple, szkocki geograf, hydrograf (zm. 1808)
- 1738 – Betje Wolff, holenderska pisarka (zm. 1804)
- 1742 – Giocondo Albertolli, włoski architekt, dekorator, malarz, rzeźbiarz pochodzenia szwajcarskiego (zm. 1839)
- 1759 – Wiktor Emanuel I, król Sardynii (zm. 1824)
- 1761 – Jakub Jasiński, polski generał, polityk, poeta (zm. 1794)
- 1766 – Julia von Voss, meklemburska arystokratka (zm. 1789)
- 1777 – Ignacy Hincz, polski inżynier, kapitan wojsk Księstwa Warszawskiego (zm. 1847)
- 1783:
  - Simón Bolívar, wenezuelski rewolucjonista, polityk, prezydent Wenezueli, Peru i Boliwii (zm. 1830)
  - Frédéric de Lafresnaye, francuski ornitolog (zm. 1841)
- 1791 – Jakub Ignamcy Łaszczyński, polski polityk, prezydent Warszawy (zm. 1865)
- 1796:
  - Jerzy, książę Saksonii-Altenburg (zm. 1853)
  - John M. Clayton, amerykański prawnik, polityk, senator (zm. 1856)
- 1802 – Alexandre Dumas, francuski pisarz (zm. 1870)
- 1803:
  - Adolphe Adam, francuski kompozytor (zm. 1856)
  - Alexander Jackson Davis, amerykański architekt, rysownik (zm. 1892)
- 1807 – Ira Aldridge, amerykański aktor (zm. 1867)
- 1809 – Kazimierz Stronczyński, polski sfragistyk, paleograf, numizmatyk, badacz architektury, kolekcjoner, polityk (zm. 1896)
- 1812 – Christopher Edmund Broome, brytyjski mykolog (zm. 1886)
- 1813 – Edward Cardwell, brytyjski arystokrata, polityk (zm. 1886)
- 1817:
  - Józef Zajączkowski, polski fotograf, malarz, uczestnik powstania styczniowego (zm. 1905)
  - Adolf, wielki książę Luksemburga (zm. 1905)
- 1819 – Marian Jaroczyński, polski malarz, rzeźbiarz, grafik (zm. 1901)
- 1820 – Lucjan Kraszewski, polski malarz, rysownik, fotografik (zm. 1892)
- 1825 – Alojzy Maria Monti, włoski zakonnik, błogosławiony (zm. 1900)
- 1827 – Francisco Solano López, paragwajski polityk, prezydent Paragwaju (zm. 1870)
- 1828 – Nikołaj Czernyszewski, rosyjski filozof, krytyk literacki, pisarz (zm. 1889)
- 1829 – Lewis Miller, amerykański przedsiębiorca, filantrop (zm. 1899)
- 1831 – Fryderyk Sellin, polski przedsiębiorca teatralny, cukiernik, kupiec pochodzenia niemieckiego (zm. 1914)
- 1833 – Ludwik Filip, belgijski książę (zm. 1834)
- 1840 – Abraham Goldfaden, żydowski dramaturg, poeta (zm. 1908)
- 1848 – Francisco Pradilla, hiszpański malarz (zm. 1921)
- 1854:
  - Ernst Holtz, niemiecki prawnik, landrat powiatu katowickiego, prezydent rejencji opolskiej (zm. 1935)[4]
  - Konstantin Jireček, czeski historyk, slawista, bizantynolog, archeolog (zm. 1918)
- 1857:
  - Juan Vicente Gómez, wenezuelski generał, polityk, prezydent Wenezueli (zm. 1935)
  - Władysław Pilat, polski ekonomista, socjolog (zm. 1908)
  - Henrik Pontoppidan, duński pisarz, felietonista, laureat Nagrody Nobla (zm. 1943)
- 1860:
  - Charlotta Hohenzollern, księżniczka pruska, księżna Saksonii-Meiningen (zm. 1919)
  - Alfons Mucha, czeski malarz, grafik (zm. 1939)
- 1863 – Anna Kisielnicka-Kossak, polska szlachcianka (zm. 1944)
- 1864: 
  - Władysław Długosz, polski działacz gospodarczy, polityk, senator RP (zm. 1937)
  - Frank Wedekind, niemiecki pisarz, aktor (zm. 1918)
- 1867 – Edward Frederic Benson, brytyjski pisarz (zm. 1940)
- 1869:
  - Julius Dorpmüller, niemiecki urzędnik, polityk (zm. 1945)
  - Edward FitzRoy, brytyjski polityk (zm. 1943)
- 1873:
  - Bernard Arens, luksemburski jezuita, misjolog, dziennikarz (zm. 1954)
  - Ołeksandr Osecki, ukraiński generał-chorąży (zm. 1936)
- 1874 – Oswald Chambers, szkocki duchowny baptystyczny, kapelan wojskowy, pisarz, wykładowca akademicki (zm. 1917)
- 1875 – Jean Chastanié, francuski lekkoatleta, długodystansowiec (zm. 1948)
- 1876:
  - Viv Huzzey, walijski rugbysta, baseballista (zm. 1929)
  - Jean Webster, amerykańska pisarka (zm. 1916)
- 1878 – Lord Dunsany, brytyjski prozaik, dramaturg (zm. 1957)
- 1879
  - Helena Schrammówna, polska malarka, badaczka sztuki ludowej (zm. 1942)
  - Wołodymyr Temnyckyj, ukraiński prawnik, polityk, publicysta (zm. 1938)
- 1880:
  - Ernest Bloch, amerykański kompozytor, dyrygent, pedagog pochodzenia żydowskiego (zm. 1959)
  - Mervyn MacDonnell, brytyjski dyplomata (zm. 1949)
  - André Maublanc, francuski mykolog, fitopatolog (zm. 1958)
- 1882 – Alfred Martin, niemiecki taternik, alpinista, narciarz wysokogórski, historyk, socjolog (zm. 1979)
- 1883:
  - Clarence Childs, amerykański lekkoatleta, młociarz (zm. 1960)
  - Włodzimierz Pietraszewicz, polski inżynier metalurg (ur. 1883)
- 1884 – Feliks Maniura, polski działacz narodowy (zm. 1915)
- 1885 – Paul von Hase, niemiecki generał (zm. 1944)
- 1886:
  - Stefan Kiedrzyński, polski pisarz (zm. 1943)
  - Jun’ichirō Tanizaki, japoński pisarz (zm. 1965)
- 1887 – Gerard Bosch van Drakestein, holenderski kolarz torowy (zm. 1972)
- 1888 – Nils Åberg, szwedzki archeolog, wykładowca akademicki (zm. 1957)
- 1889:
  - Ādolfs Bļodnieks, łotewski polityk, premier Łotwy, działacz emigracyjny (zm. 1962)
  - Roman Machnicki, polski inżynier, przemysłowiec, samorządowiec, burmistrz Borysławia, działacz społeczny, major kawalerii, oficer AK (zm. 1943)
  - Pēteris Struppe, łotewski polityk komunistyczny (zm. 1937)
- 1890 – Hermann Pfeiffer, niemiecki pilot wojskowy, as myśliwski (zm. 1917)
- 1891:
  - Tell Berna, amerykański lekkoatleta, biegacz długodystansowy i przełajowy (zm. 1975)
  - Edmund Knoll-Kownacki, polski generał brygady (zm. 1953)
- 1892 – Alice Ball, amerykańska chemik (zm. 1916)
- 1893 – Rafał Urban, polski pisarz, gawędziarz śląski (zm. 1972)
- 1894 – Gil Alberto Enriquez, ekwadorski generał, polityk, prezydent Ekwadoru (zm. 1962)
- 1895:
  - Anna Dembińska, polska historyk, badacz wsi (zm. 1954)
  - Robert Graves, brytyjski poeta, prozaik, mitograf (zm. 1985)
  - Władysław Łuczyński, polski malarz, pedagog (zm. 1941)
- 1897 – Amelia Earhart, amerykańska pilotka, dziennikarka, poetka (zm. 1937)
- 1898:
  - Giennadij Korotkow, radziecki generał porucznik (zm. 1982)
  - Józef Skrzypkowski, polski major kawalerii  (zm. ?)
- 1899:
  - Apollinaris William Baumgartner, amerykański duchowny katolicki, kapucyn, misjonarz, wikariusz apostolski Guamu, administrator apostolski Okinawy i Wysp Południowych (zm. 1970)
  - Michaił Dienisienko, radziecki generał major (zm. 1949)
  - Dan George, kanadyjski aktor pochodzenia indiańskiego (zm. 1981)
  - Alice Terry, amerykańska aktorka, reżyserka filmowa (zm. 1987)
- 1900:
  - Zoltán Lajos Bay, węgierski fizyk, wykładowca akademicki (zm. 1992)
  - Maurice Dobb, brytyjski ekonomista marksistowski, wykładowca akademicki (zm. 1976)
  - Zelda Fitzgerald, amerykańska pisarka (zm. 1948)
  - Aleksander Żabczyński, polski aktor (zm. 1958)
- 1901:
  - Zofia von Hohenberg, księżniczka austriacka (zm. 1990)
  - Huang Shao-ku, tajwański polityk, dyplomata (zm. 1996)
  - Igor Iljinski, rosyjski aktor, reżyser filmowy i teatralny (zm. 1987)
- 1902 – George Hyde Fallon, amerykański polityk (zm. 1980)
- 1903 – Vojtech Budinský-Krička, słowacki archeolog (zm. 1993)
- 1904:
  - Delmer Daves, amerykański reżyser i scenarzysta filmowy (zm. 1977)
  - Nikołaj Kuzniecow, radziecki admirał, polityk (zm. 1974)
  - Jerzy Liebert, polski poeta, tłumacz (zm. 1931)
  - Anna Łajming, polska pisarka (zm. 2003)
- 1906:
  - Franco Comotti, włoski kierowca wyścigowy (zm. 1963)
  - Ludwik Kurkiewicz, polski klarnecista, pedagog muzyczny (zm. 1998)
- 1907:
  - Wiktor Grosz, polski generał brygady, działacz komunistyczny, publicysta, dyplomata pochodzenia żydowskiego (zm. 1956)
  - Pawieł Korotkow, rosyjski piłkarz (zm. 1983)
- 1908 – Blas Roca Calderio, kubański polityk komunistyczny (zm. 1987)
- 1909:
  - Alan Curtis, amerykański aktor (zm. 1953)
  - John George Haigh, brytyjski seryjny morderca (zm. 1949)
  - Stefan Pietrusiewicz, polski inżynier budownictwa, polityk (zm. 1990)
  - Jerzy Różycki, polski matematyk, kryptolog (zm. 1942)
  - Carlyle Tapsell, indyjski hokeista na trawie (zm. 1975)
- 1910:
  - Walter Etan, izraelski polityk, dyplomata (zm. 2001)
  - Erwin Sietas, niemiecki pływak (zm. 1989)
- 1912:
  - Dmitrij Biernacki, radziecki kapitan (zm. 1945)
  - Nikołaj Gricenko, rosyjski aktor (zm. 1979)
  - Kurt Hager, wschodnioniemiecki filozof, polityk (zm. 1998)
  - Stanisław Wohl, polski operator, reżyser i scenarzysta filmowy pochodzenia żydowskiego (zm. 1985)
- 1913:
  - Kenneth Glass, kanadyjski żeglarz sportowy (zm. 1961)
  - Edwin Thacker, południowoafrykański lekkoatleta, skoczek wzwyż (zm. 1974)
- 1914:
  - Frances Oldham Kelsey, kanadyjska farmakolog (zm. 2015)
  - Frank Silvera, amerykański aktor, reżyser teatralny, producent filmowy, pedagog (zm. 1970)
- 1915:
  - Tadeusz Pyszkowski, polski dziennikarz sportowy (zm. 2007)
  - Ignacy Skowron, polski major (zm. 2012)
- 1916 – John D. MacDonald, amerykański pisarz (zm. 1986)
- 1917
  - Stefan Bembiński, polski nauczyciel, żołnierz AK, polityk, senator RP (zm. 1998)
  - Simon Slåttvik, norweski biegacz narciarski, kombinator norweski (zm. 2001)
- 1918:
  - Włodzimierz Muś, polski generał brygady (zm. 1993)
  - Ruggiero Ricci, amerykański skrzypek pochodzenia włoskiego (zm. 2012)
- 1919 – Ferdi Kübler, szwajcarski kolarz szosowy (zm. 2016)
- 1920:
  - Bella Abzug, amerykańska prawnik, feministka, polityk pochodzenia żydowskiego (zm. 1998)
  - Tamar Eszel, izraelska polityk, dyplomatka (zm. 2022)
- 1921:
  - Giuseppe Di Stefano, włoski śpiewak operowy (tenor) (zm. 2008)
  - Jerzy Gryt, polski zapaśnik, działacz sportowy (zm. 2010)
- 1922:
  - Bernard Ładysz, polski śpiewak operowy (bas-baryton), aktor, podpułkownik AK (zm. 2020)
  - Charles Mathias Jr., amerykański polityk, senator (zm. 2010)
  - Hans-Jürgen Wischnewski, niemiecki polityk (zm. 2005)
- 1923:
  - Pawieł Orłow, radziecki starszy sierżant (zm. 1945)
  - Albert Vanhoye, francuski duchowny katolicki, jezuita, teolog, sekretarz Papieskiej Komisji Biblijnej, kardynał (zm. 2021)
- 1924:
  - Zenon Czerniakowski, polski entomolog, wykładowca akademicki (zm. 2024)
  - Aleksandar Flaker, chorwacki literaturoznawca, teoretyk literatury, eseista pochodzenia polskiego (zm. 2010)
  - Paul Meier (statystyk), amerykański statystyk (zm. 2011)
  - Victor Pădureanu, rumuński sędzia piłkarski (zm. 1989)
  - Krystyna Skuszanka, polska reżyser teatralna, dyrektor teatrów (zm. 2011)
  - Kees van der Tuijn, holenderski piłkarz (zm. 1974)
  - Zbigniew Tymoszewski, polski malarz, pedagog (zm. 1963)
- 1925:
  - Marian Bondzior, polski generał brygady pilot (zm. 2003)
  - Sławomir Dalka, polski prawnik, adwokat, wykładowca akademicki (zm. 2008)
  - Miiko Taka, amerykańska aktorka (zm. 2023)
- 1926:
  - Andrzej Konic, polski reżyser filmowy, aktor (zm. 2010)
  - Hans Günter Winkler, niemiecki jeździec sportowy (zm. 2018)
- 1927:
  - Bogdan Czechak, polski aktor, reżyser (zm. 1992)
  - Ingeburg Lange, wschodnioniemiecka polityk (zm. 2013)
  - Zara Minc, rosyjska semiotyk, profesor literatury rosyjskiej (zm. 1990)
- 1928:
  - Benedito Francisco de Albuquerque, brazylijski duchowny katolicki, biskup Itapipoca
  - Giorgio Bernardin, włoski piłkarz (zm. 2011)
  - Michael Currie, amerykański aktor (zm. 2009)
- 1929:
  - Georg Brylka, polski inżynier, działacz mniejszości niemieckiej, polityk, poseł na Sejm RP (zm. 2017)
  - Janusz Grabiański, polski grafik, plakacista, ilustrator (zm. 1976)
  - Iwan Hładusz, ukraiński generał, polityk, minister spraw wewnętrznych (zm. 2018)
  - Peter Yates, brytyjski reżyser i producent filmowy (zm. 2011)
- 1930:
  - Madonna Buder, amerykańska triathlonistka
  - Gianni Clerici, włoski tenisista, dziennikarz sportowy, pisarz (zm. 2022)
  - Eduardo Manchón, hiszpański piłkarz (zm. 2010)
- 1931:
  - Oscar Ichazo, chilijski psycholog, pisarz (zm. 2020)
  - Marianne Lundquist, szwedzka pływaczka (zm. 2020)
  - Chuck Noble, amerykański koszykarz (zm. 2011)
  - Ermanno Olmi, włoski reżyser, scenarzysta i producent filmowy (zm. 2018)
  - Alberto Orzan, włoski piłkarz (zm. 2022)
  - Władysław Prekurat, polski pułkownik, funkcjonariusz SB (zm. 2009)
  - Éric Tabarly, francuski oficer marynarki wojennej, żeglarz sportowy (zm. 1998)
  - Mario Tronti, włoski filozof, nauczyciel akademicki, polityk (zm. 2023)
  - Tadeusz Wójcik, polski aktor (zm. 2014)
- 1932:
  - Roman Czyżycki, polski urzędnik państwowy, dyplomata, ambasador (zm. 2022)
  - Janusz Morkowski, polski fizyk (zm. 2022)
  - Erwin Nowiaszek, polski aktor (zm. 1990)
  - Gustav Andreas Tammann, niemiecki astronom (zm. 2019)
- 1933:
  - John Aniston, amerykański aktor (zm. 2022)
  - Elżbieta Bareja, polska geolog
  - Arne Hamarsland, norweski lekkoatleta, średniodystansowiec (zm. 2025)
  - Jerzy Harasymowicz, polski poeta (zm. 1999)
- 1934:
  - Horst Floth, niemiecki bobsleista (zm. 2005)
  - Józef Korzeniowski, polski aktor, śpiewak (zm. 1993)
  - Andrzej Radwański, polski geolog, paleontolog (zm. 2016)
  - Zofia Uhrynowska-Hanasz, polska tłumaczka literatury anglojęzycznej
  - Geertje Wielema, holenderska pływaczka (zm. 2009)
- 1935 – Władysław Zieliński, polski kajakarz
- 1936:
  - Krystyna Babirecka, polska trenerka jeździectwa (zm. 2016)
  - Salvatore Giannone, włoski lekkoatleta, sprinter (zm. 2024)
  - Alfredo Petit Vergel, kubański duchowny katolicki, biskup pomocniczy Hawany (zm. 2021)
  - Benedict To Varpin, papuaski duchowny katolicki, biskup Bereiny, arcybiskup Madangu (zm. 2020)
  - Mirosław Wiśniewski, polski artysta fotograf (zm. 2022)
- 1937:
  - Udey Chand, indyjski zapaśnik
  - George Young, amerykański lekkoatleta, długodystansowiec (zm. 2022)
- 1938:
  - José Altafini, brazylijsko-włoski piłkarz
  - Jerzy Makarczyk, polski prawnik, profesor nauk prawnych, sędzia ETPCz i TSUE, polityk (zm. 2025)
  - Eugene J. Martin, amerykański malarz (zm. 2005)
  - André Vauchez, francuski historyk, mediewista
- 1939:
  - John Anderson, australijski żeglarz sportowy
  - Tom Anderson, australijski żeglarz sportowy (zm. 2010)
  - Walt Bellamy, amerykański koszykarz (zm. 2013)
  - Jan Boguszewski, polski piłkarz (zm. 2022)
  - Angeł Kerezow, bułgarski zapaśnik (zm. 2002)
- 1940:
  - Carroll Campbell, amerykański polityk (zm. 2005)
  - Stanley Hauerwas, amerykański teolog protestancki, pacyfista
  - Dan Hedaya, amerykański aktor
- 1941:
  - Tadeusz Chojnacki, polski trener siatkówki
  - Yosiwo George, mikronezyjski dyplomata, polityk, gubernator Kosrae, wiceprezydent (zm. 2022)
  - Tony Dunne, irlandzki piłkarz (zm. 2020)
  - Jacek Krywult, polski polityk, samorządowiec, prezydent Bielska-Białej (zm. 2023)
  - Wu Bangguo, chiński inżynier, polityk, wicepremier (zm. 2024)
- 1942:
  - Chris Sarandon, amerykański aktor pochodzenia greckiego
  - Etienne Schouppe, belgijski i flamandzki finansista, samorządowiec, polityk
- 1943:
  - Ludmiła Bragina, rosyjska lekkoatletka, biegaczka średnio- i długodystansowa
  - John Bryson, amerykański prawnik, przedsiębiorca, polityk, sekretarz handlu (zm. 2025)
- 1944:
  - Ryszard Hayn, polski polityk, poseł na Sejm RP
  - Daniel Morelon, francuski kolarz torowy
  - Krzysztof Pośpiech, polski dyrygent, chórmistrz (zm. 2011)
- 1945:
  - Lowell Bergman, amerykański dziennikarz śledczy
  - Linda Harrison, amerykańska aktorka, fotomodelka
- 1946:
  - Vlastimil Harapes, czeski aktor, reżyser, tancerz, choreograf (zm. 2024)
  - Andreas Kunz, niemiecki kombinator norweski (zm. 2022)
  - Serge Maury, francuski żeglarz sportowy
  - Hervé Vilard, francuski piosenkarz
- 1947:
  - Maciej Cisło, polski poeta, eseista, prozaik
  - Jacques Fouroux, francuski rugbysta, trener (zm. 2005)
  - Robert Hays, amerykański aktor
  - Marilena Marin, włoska nauczycielka, polityk
  - Heinz Richter, niemiecki kolarz torowy
- 1948:
  - Mariusz Bondarczuk, polski dziennikarz, wydawca, regionalista (zm. 2017)
  - Josef Fuchs, szwajcarski kolarz szosowy i torowy
- 1949:
  - Lars-Göran Carlsson, szwedzki strzelec sportowy
  - Marek Jędraszewski, polski duchowny katolicki, biskup pomocniczy poznański, arcybiskup metropolita łódzki i krakowski
  - Ryszard Kleczyński, polski aktor
  - Marta Martelińska, polska piosenkarka, aktorka (zm. 2008)
  - Josef Pirrung, niemiecki piłkarz (zm. 2011)
  - Janusz Szpak, polski samorządowiec, starosta krasnostawski
  - Joan Enric Vives Sicília, hiszpański duchowny katolicki, biskup Seo de Urgel i współksiążę episkopalny Andory
- 1950:
  - Sam Behrens, amerykański aktor
  - Alex Callinicos, brytyjski trockista, pisarz
  - Hienadź Hruszawy, białoruski filozof, polityk, działacz społeczny (zm. 2014)
  - Mercedes Lackey, amerykańska pisarka science fiction i fantasy
  - Kryspin Nowak, polski nauczyciel, samorządowiec, wicemarszałek województwa opolskiego
  - Władysław Serafin, polski związkowiec, polityk, poseł na Sejm RP
  - Janusz Sikorski, polski pieśniarz (zm. 1995)
- 1951:
  - John Burdett, brytyjski pisarz
  - Lynda Carter, amerykańska aktorka, piosenkarka
  - Zbigniew Mikołejko, polski filozof i historyk religii, eseista, pedagog (zm. 2024)
  - Kristina Taberyová, czeska reżyserka teatralna (zm. 2023)
- 1952:
  - Stanisław Esden-Tempski, polski poeta, prozaik, publicysta
  - Ernesto Mandara, włoski duchowny katolicki, biskup Sabina-Poggio Mirteto
  - Gus Van Sant, amerykański reżyser, scenarzysta i producent filmowy
- 1953:
  - Ute Berg, niemiecka polityk
  - Claire McCaskill, amerykańska polityk, senator
  - Wiesław Nowiński, polski informatyk, wykładowca akademicki
  - Cyprian Rogowski, polski duchowny katolicki, teolog, wykładowca akademicki
  - Ivo Scapolo, włoski duchowny katolicki, arcybiskup, nuncjusz apostolski
- 1954:
  - Vasile Dîba, rumuński kajakarz (zm. 2024)
  - Jorge Jesus, portugalski piłkarz, trener
  - Živan Ljukovčan, serbski piłkarz, bramkarz
  - Ramë Manaj, kosowski polityk
  - Władysław Piskorz, polski urzędnik państwowy
  - Paulo Sérgio, brazylijski piłkarz, bramkarz
  - Stanisław Staśko, polski geolog, profesor nauk o Ziemi, wykładowca akademicki (zm. 2025)
- 1955:
  - Muhammad al-Aszram, egipski zapaśnik (zm. 2022)
  - Aureli Błaszczok, polski skrzypek
  - Irena Duchowska, polska poetka, pedagog
  - Andrzej Łuczak, polski dekorator, malarz, fotograf
  - Krzysztof Miszczak, polski politolog, niemcoznawca, sinolog, wykładowca akademicki, urzędnik państwowy, dyplomata
  - David Smith, australijski lekkoatleta, chodziarz
  - Brad Watson, amerykański pisarz (zm. 2020)
- 1956:
  - Alima Boumediene-Thiery, francuska działaczka samorządowa, polityk
  - Charlie Crist, amerykański polityk, kongresman
  - Andrzej Cugier, polski kulturysta (zm. 2003)
  - Jorge Aníbal Quintero Chacón, wenezuelski duchowny katolicki, biskup Barcelony
  - Inguna Rībena, łotewska architekt, polityk
  - Marianne Thyssen, flamandzka i belgijska polityk
- 1957:
  - Shavkat Mirziyoyev, uzbecki polityk, prezydent Uzbekistanu
  - Piotr Stanke, polski przedsiębiorca, polityk, poseł na Sejm RP
- 1958:
  - Joe Barry Carroll, amerykański koszykarz
  - Jarosław Domin, polski aktor
  - Mick Karn, brytyjski muzyk, kompozytor, basista, członek zespołu Japan (zm. 2011)
  - Natalia Koryncka-Gruz, polska reżyserka, scenarzystka i producentka filmowa
  - Jim Leighton, szkocki piłkarz, bramkarz
- 1959:
  - Giuseppe Abbagnale, włoski wioślarz
  - Krystyna Kozanecka, polska aktorka, dialogistka, scenarzystka, reżyserka dubbingu
  - Ana Pešikan, serbska psycholog, polityk
  - Viktor Uspaskich, litewski przedsiębiorca, polityk pochodzenia rosyjskiego
  - Shawn Weatherly, amerykańska aktorka, zwyciężczyni konkursów piękności
  - Roland Wetzig, niemiecki bobsleista
- 1960:
  - Wiaczesław Bykow, rosyjski hokeista
  - Catherine Destivelle, francuska alpinistka
  - Halina Jałowiec, polska szachistka
  - Ron Reyes, amerykański wokalista, członek zespołu Black Flag
  - Jarosław Słoma, polski polityk, samorządowiec, wicemarszałek województwa warmińsko-mazurskiego
  - Lora Szafran, polska wokalistka jazzowa
- 1961:
  - Teresa Jiménez-Becerril Barrio, hiszpańska polityk
  - Jacek Kowalik, polski nauczyciel, polityk, poseł na Sejm RP
  - Mario Mauro, włoski polityk
  - Alfred Schlert, amerykański duchowny katolicki, biskup Allentown
- 1962:
  - Gabriel (Giba), polski duchowny prawosławny, archimandryta, zielarz, teolog (zm. 2018)
  - Anna Hetman, polska pedagog, działaczka samorządowa, prezydent Jastrzębia-Zdroju
  - Chris Lori, kanadyjski bobsleista
  - Johnny O’Connell, amerykański kierowca wyścigowy
  - Bob Schaffer, amerykański polityk
- 1963:
  - Maciej Buczkowski, polski koszykarz
  - Paul Geary, amerykański muzyk, członek zespołu Extreme
  - Mirosław Hydel, polski lekkoatleta, skoczek w dal (zm. 2019)
  - Karl Malone, amerykański koszykarz
  - Lars Nieberg, niemiecki jeździec sportowy
- 1964:
  - Barry Bonds, amerykański baseballista
  - Urmas Kaljend, estoński piłkarz
  - Kelvin Martin, amerykański gangster (zm. 1987)
  - Ignazio Messina, włoski prawnik, polityk
  - Banana Yoshimoto, japońska pisarka
- 1965:
  - Paul Ben-Victor, amerykański aktor pochodzenia żydowskiego
  - Andrew Gaze, australijski koszykarz
  - Kadeem Hardison, amerykański aktor
  - Doug Liman, amerykański reżyser i producent filmowy
  - Paweł Sito, polski dziennikarz
- 1966:
  - Hilarion (Alfiejew), rosyjski biskup prawosławny
  - Giovanna Bonazzi, włoska kolarka górska
  - Igor Gočanin, jugosłowiański piłkarz wodny
  - Aminatou Haidar, saharyjska działaczka społeczna i polityczna, działaczka niepodległościowa
  - Martin Keown, angielski piłkarz
  - Mo-Do, włoski piosenkarz, producent muzyczny (zm. 2013)
  - Robert Rudiak, polski poeta, prozaik, publicysta, krytyk literacki
  - Anna Sińczuk, polska lekkoatletka, biegaczka średnio- i długodystansowa
  - Grzegorz Wawrzeńczyk, polski muzyk rockowy, wokalista, kompozytor, autor tekstów (zm. 2012)
- 1967:
  - Dmytro Kapranow, ukraiński wydawca, pisarz, publicysta (zm. 2024)
  - Witalij Kapranow, ukraiński wydawca, pisarz, publicysta
  - Nick Nurse, amerykański koszykarz, trener
  - Małgorzata Karolina Piekarska, polska pisarka, dziennikarka
  - Cleophus Prince, amerykański seryjny morderca
  - Andrés Napoleón Romero Cárdenas, dominikański duchowny katolicki, biskup Barahony
- 1968:
  - Kristin Chenoweth, amerykańska piosenkarka, aktorka
  - Dariusz Parzeński, polski koszykarz
  - Henrik Risom, duński piłkarz
  - Dragan Šutanovac, serbski inżynier, samorządowiec, polityk
- 1969:
  - Frank Adisson, francuski kajakarz górski
  - Burkhard Balz, niemiecki finansista, polityk
  - Michaił Chmielnicki, białoruski lekkoatleta, chodziarz
  - Rick Fox, kanadyjski koszykarz pochodzenia bahamsko-włoskiego
  - Neal Fredericks, amerykański operator filmowy (zm. 2004)
  - Big Hawk, amerykański raper (zm. 2006)
  - Marcin Herich, polski reżyser teatralny
  - Jennifer Lopez, amerykańska modelka, piosenkarka, aktorka pochodzenia portorykańskiego
  - Katarzyna Lubnauer, polska matematyk, polityk, poseł na Sejm RP
- 1970:
  - Călin Ioan Bot, rumuński duchowny katolicki rytu bizantyjskiego, biskup kurialny eparchii Lugoju
  - Anja Garbarek, norweska aktorka, piosenkarka, kompozytorka
  - Doina Spîrcu, rumuńska wioślarka
- 1971:
  - Dino Baggio, włoski piłkarz
  - Patty Jenkins, amerykańska reżyserka filmowa
  - Kim Pub-lae, południowokoreański aktor
  - Artur Krajewski, polski malarz, poeta, muzyk, reżyser
  - John Partridge, brytyjski aktor, wokalista, tancerz
  - André Schubert, niemiecki piłkarz, trener
- 1972:
  - Piotr Kuryło, polski lekkoatleta, maratończyk i ultramaratończyk
  - Robbie McEwen, australijski kolarz szosowy
  - Bartosz Prokopowicz, polski operator filmowy
  - Dariusz Wójtowicz, polski samorządowiec, prezydent Mysłowic
- 1973:
  - Jamie Denbo, amerykańska aktorka
  - Adam Fajfer, polski żużlowiec
  - Biser Georgiew, bułgarski zapaśnik
  - Daniel Günther, niemiecki samorządowiec, polityk, premier Szlezwika-Holsztynu
  - Agris Kazeļņiks, łotewski strongman
  - Beata Madejska, polska koszykarka
  - Johan Micoud, francuski piłkarz
  - Amanda Stretton, brytyjska zawodniczka startująca w wyścigach samochodowych
- 1974:
  - Olimpia Ajakaiye, polska aktorka, prezenterka telewizyjna
  - Cyril Despres, francuski motocyklista rajdowy
  - Olivera Jevtić, serbska lekkoatletka, biegaczka długodystansowa
- 1975:
  - Elena Butnaru, rumuńska siatkarka
  - Márcio Carlsson, brazylijski tenisista
  - Jamie Langenbrunner, amerykański hokeista
  - Dariusz Michałowski, polski oficer Biura Ochrony Rządu (zm. 2010)
  - Eric Szmanda, amerykański aktor pochodzenia polskiego
  - Torrie Wilson, amerykańska wrestlerka, modelka
  - Dragomir Zakow, bułgarski dyplomata, polityk
- 1976:
  - Stephanie De Ville, belgijska tenisistka
  - Laura Fraser, szkocka aktorka
  - Paulina Kinaszewska, polska aktorka
  - Tiago Monteiro, portugalski kierowca wyścigowy
  - Aleksiej Sieliwierstow, rosyjski bobsleista
  - Tede, polski raper, producent muzyczny
  - Romana Tedjakusuma, indonezyjska tenisistka
  - Rashida Tlaib, amerykańska polityk, kongreswoman pochodzenia palestyńskiego
- 1977:
  - Arnold Bruggink, holenderski piłkarz
  - Danny Dyer, brytyjski aktor
  - Vratislav Greško, słowacki piłkarz
  - Yago Lamela, hiszpański lekkoatleta, skoczek w dal i trójskoczek (zm. 2014)
  - Mehdi Mahdawikia, irański piłkarz
  - Marija Maksakowa-Igenbergs, rosyjska śpiewaczka operowa (mezzosopran), polityk
  - Dawid Murek, polski siatkarz
- 1978:
  - Andriej Gawrilin, kazachski hokeista
  - Andy Irons, amerykański surfer (zm. 2010)
  - Jewgienij Korolow, rosyjski hokeista
  - Florin Șoavă, rumuński piłkarz
- 1979:
  - Riikka Lehtonen, fińska siatkarka
  - Anne-Gaëlle Sidot, francuska tenisistka
  - Peter Šinglár, słowacki piłkarz
  - Stat Quo, amerykański raper
  - Edyta Witkowska, polska zapaśniczka
- 1980:
  - Wilfred Bungei, kenijski lekkoatleta, średniodystansowiec
  - Władisław Frołow, rosyjski lekkoatleta, sprinter
  - Gauge, amerykańska aktorka pornograficzna
  - Mateusz Kirstein, polski dziennikarz
  - Wojciech Knapik, polski strzelec sportowy
  - Tom Laurich, australijski wioślarz
  - David Leon, brytyjski aktor, reżyser i producent filmowy i telewizyjny pochodzenia żydowskiego
  - Agatha Sangma, indyjska polityk
- 1981:
  - Johan Backlund, szwedzki hokeista, bramkarz
  - Jenny Barazza, włoska siatkarka
  - Nayib Bukele, salwadorski przedsiębiorca, polityk, prezydent Salwadoru pochodzenia palestyńskiego
  - Osório Carvalho, angolski piłkarz
  - Elisa Cusma, włoska lekkoatletka, biegaczka średniodystansowa
  - Summer Glau, amerykańska aktorka
- 1982:
  - Bùi Quang Huy, wietnamski piłkarz, bramkarz
  - Paweł Kapsa, polski piłkarz, bramkarz
  - Wýaçeslaw Krendelew, turkmeński piłkarz pochodzenia rosyjskiego
  - Elisabeth Moss, amerykańska aktorka
  - Anna Paquin, nowozelandzka aktorka pochodzenia kanadyjskiego
  - David Payne, amerykański lekkoatleta, płotkarz
  - Lauren Miller Rogen amerykańska aktorka, reżyserka i scenarzystka filmowa
  - Chester Simmons, amerykański koszykarz
  - Daniel Trojanowski, polski wioślarz
- 1983:
  - Daniele De Rossi, włoski piłkarz
  - Étienne Didot, francuski piłkarz
  - Asami Mizukawa, japońska aktorka
  - Carsten Mogensen, duński badmintonista
  - Iwan Stojanow, bułgarski piłkarz
  - Marian Szołucha, polski ekonomista, wykładowca akademicki, publicysta
  - Alaska Taufa, tongański rugbysta
- 1984:
  - Tagir Chajbułajew, rosyjski judoka
  - Josephine Grima, maltańska koszykarka
  - Hsu Hsueh-chin, tajwańska lekkoatletka, tyczkarka
  - Tyler Kyte, kanadyjski piosenkarz, aktor
  - Dhani Lennevald, szwedzki piosenkarz
  - Debby Stam-Pilon, holenderska siatkarka
- 1985:
  - Patrice Bergeron, kanadyjski hokeista
  - Levi Heimans, holenderski kolarz torowy i szosowy
  - Aries Merritt, amerykański lekkoatleta, płotkarz
  - Teagan Presley, amerykańska aktorka pornograficzna
  - Lukáš Rosol, czeski tenisista
- 1986:
  - Jonathan Caruana, maltański piłkarz
  - Igor Miśko, rosyjski hokeista (zm. 2010)
  - Megan Park, kanadyjska aktorka, piosenkarka
  - Samuel Tuia, francuski siatkarz
  - Scott Van Slyke, amerykański baseballista
- 1987:
  - Ergül Avcı, turecka siatkarka
  - Khalil Chemmam, tunezyjski piłkarz
  - Amy Smith, brytyjska pływaczka
  - Agnieszka Smołucha, polska poetka
  - Krystyna Strasz, polska siatkarka
- 1988:
  - Adrian Popa, rumuński piłkarz
  - Jure Škifić, chorwacki koszykarz
  - Dominique Tipper, brytyjska aktorka, piosenkarka
- 1989:
  - Eko Yuli Irawan, indonezyjski sztangista
  - Fredrik Lindström, szwedzki biathlonista
  - Felix Loch, niemiecki saneczkarz
  - Sakura Numata, japońska siatkarka
- 1990:
  - Daveigh Chase, amerykańska aktorka
  - Alena Łaziuk, białoruska siatkarka
  - Travis Mahoney, australijski pływak
  - Mekeil Williams, trynidadzko-tobagijski piłkarz
- 1991:
  - Paulina Kaczyńska, polska lekkoatletka, biegaczka długodystansowa
  - Robin Lehner, szwedzki hokeista, bramkarz
  - Lin Yue, chiński skoczek do wody
  - Ayano Nakaōji, japońska siatkarka
  - Jade Neilsen, australijska pływaczka
  - Emily Bett Rickards, kanadyjska aktorka
- 1992:
  - Mitch Grassi, amerykański piosenkarz
  - Mikaël Kingsbury, kanadyjski narciarz dowolny
  - Dionatan Teixeira, brazylijski piłkarz (zm. 2017)
  - Léo Westermann, francuski koszykarz
- 1993:
  - Sara Cobo, meksykańska aktorka, piosenkarka
  - Jacob Thorssell, szwedzki żużlowiec
  - Sonia Ursu-Kim, rumuńska koszykarka pochodzenia koreańskiego
- 1994:
  - Andrij Blizniczenko, ukraiński piłkarz
  - Carlos Fierro, meksykański piłkarz
  - Isaiah Hicks, amerykański koszykarz
  - Bronwyn James, brytyjska aktorka
  - Endijs Šlampe, łotewski piłkarz
  - Wu Dajing, chiński łyżwiarz szybki, specjalista short tracku
- 1995:
  - Kellyn Acosta, amerykański piłkarz
  - Donata Kilijańska, polska pływaczka
  - Kyle Kuzma, amerykański koszykarz
  - Katja Martinez, argentyńska aktorka, piosenkarka
  - Daniel Mesenhöler, niemiecki piłkarz, bramkarz
- 1996:
  - Paulina Bałdyga, polska siatkarka
  - Sema Çalışkan, turecka pięściarka
  - Desiree Freier, amerykańska lekkoatletka, tyczkarka
  - Joanna Grymek, polska koszykarka
  - Dostonbek Khamdamov, uzbecki piłkarz
  - Jordan McGhee, szkocki piłkarz
  - Wiktor Suwara, polski lekkoatleta, sprinter
  - Anette Veerpalu, estońska biegaczka narciarska
- 1997:
  - Gianluca Galassi, włoski siatkarz
  - Vinzenz Geiger, niemiecki kombinator norweski
  - Furkan Korkmaz, turecki koszykarz
  - Emre Mor, turecki piłkarz
  - Cailee Spaeny, amerykańska aktorka
- 1998:
  - Bindi Irwin, australijska aktorka, prezenterka telewizyjna
  - Dawid Krysiak, polski piłkarz ręczny
- 1999 – Manor Solomon, izraelski piłkarz
- 2000:
  - Leonardo Campana, ekwadorski piłkarz
  - Vkie, polski raper, autor tekstów
- 2001:
  - Franjo von Allmen, szwajcarski narciarz alpejski
  - Peter Beaumont, kanadyjski łyżwiarz figurowy pochodzenia brytyjskiego
  - Szymon Jojko, polski skoczek narciarski
  - Hugo Page, francuski kolarz szosowy
- 2002:
  - Stelios Andreu, cypryjski piłkarz
  - Emily Bausback, kanadyjska łyżwiarka figurowa
  - Kacper Marchewka, polski koszykarz
  - Gabriel Martínez, meksykański piłkarz
- 2004 – Warren Madrigal, kostarykański piłkarz

## Zmarli
- 1115 – Matylda, margrabina Kanossy i Toskanii, księżna Spoleto (ur. 1046)
- 1129 – Shirakawa, cesarz Japonii (ur. 1053)
- 1240 – Konrad von Thüringen, wielki mistrz zakonu krzyżackiego (ur. ok. 1206)
- 1292 – Święta Kinga, księżniczka węgierska, księżna krakowska i sandomierska, pani sądecka i Pienin, klaryska (ur. 1234)
- 1328 – Izabela Kastylijska, królowa Aragonii, księżna Bretanii, wicehrabina Limoges (ur. 1283)
- 1345 – Jacob van Artevelde, flamandzki handlarz, polityk (ur. ok. 1290)
- 1503 – Ludwika z Sabaudii, szwajcarska klaryska, błogosławiona (ur. 1462)
- 1523 – Adrian Gouffier de Boissy, francuski duchowny katolicki, biskup Coutances, kardynał (ur. ok. 1479)
- 1563 – Giambattista Gelli, włoski pisarz (ur. 1498)
- 1568 – Don Carlos, książę Asturii (ur. 1545)
- 1594 – Jan Boste, angielski duchowny katolicki, święty, męczennik (ur. 1544)
- 1601 – (lub 1600) Joris Hoefnagel, holenderski malarz, rysownik, poeta, humanista (ur. 1542)
- 1631 – Barbara Agnieszka, księżniczka legnicko-brzeska (ur. 1593)
- 1656 – Alexander von Erskein, szwedzki urzędnik, dyplomata (ur. 1598)
- 1664 – Pierre du Bois d’Avaugour, francuski baron, polityk, gubernator generalny Nowej Francji (ur. ?)
- 1680 – (data pogrzebu) Ferdinand Bol, holenderski malarz, rysownik (ur. 1616)
- 1681 – Agafia Gruszecka, caryca Rosji (ur. 1665)
- 1690 – Krzysztof od św. Katarzyny, hiszpański zakonnik, błogosławiony (ur. 1638)
- 1693 – Pavel Josef Vejvanovský, czeski kompozytor, trębacz (ur. ok. 1639)
- 1714 – Georg Adam von Martinitz, austriacki dyplomata (ur. 1645)
- 1739 – Benedetto Marcello, wenecki arystokrata, prawnik, kompozytor (ur. 1686)
- 1752 – Michael Festing, brytyjski kompozytor (ur. 1705)
- 1774:
  - Caroline Fox, brytyjska arystokratka (ur. 1723)
  - Etienne-René Potier de Gesvres, francuski duchowny katolicki, biskup Beauvais, kardynał (ur. 1697)
- 1791 – Ignaz von Born, austriacki geolog, mineralog, metalurg, wolnomularz (ur. 1742)
- 1798 – Paweł Yi Do-gi, koreański męczennik, błogosławiony katolicki (ur. 1743)
- 1802 – Joseph Ducreux, francuski malarz portrecista (ur. 1735)
- 1804 – Martin Knoller, austriacki malarz (ur. 1725)
- 1812 – Joseph Schuster, niemiecki kompozytor, dyrygent (ur. 1748)
- 1816 – Franz Kaspar Hesselbach, niemiecki chirurg, anatom (ur. 1759)
- 1819 – Sophie Gail, francuska kompozytorka, śpiewaczka operowa (mezzosopran) (ur. 1775)
- 1828 – Józef Rzodkiewicz, polski szlachcic, pułkownik (ur. 1774)
- 1831 – Maria Szymanowska, polska pianistka, kompozytorka (ur. 1789)
- 1838:
  - Frédéric Cuvier, francuski zoolog, paleontolog, wykładowca akademicki (ur. 1773)
  - Józef Fernández, hiszpański dominikanin, misjonarz, męczennik, święty (ur. 1775)
- 1842 – John Sell Cotman, brytyjski malarz, grawer, ilustrator (ur. 1782)
- 1843 – Carl Julius Adolph Hoffmann, niemiecki muzyk, kompozytor (ur. 1801)
- 1846 – Joseph Leopold Eybler, austriacki kompozytor (ur. 1765)
- 1849 – Aleksander Rożniecki, polski generał jazdy, polityk (ur. 1774)
- 1850 – Jan Kajetan Trojański, polski filolog klasyczny, leksykograf, wykładowca akademicki (ur. 1796/97)
- 1853 – Eduard Duller, niemiecko-austriacki poeta, historyk (ur. 1809)
- 1854 – Modestino, włoski franciszkanin, błogosławiony (ur. 1802)
- 1859 – Thomas Horsfield, amerykański lekarz, przyrodnik (ur. 1773)
- 1862 – Martin Van Buren, amerykański prawnik, polityk, sekretarz stanu, wiceprezydent i prezydent USA (ur. 1782)
- 1870 – Pierre Dupont, francuski poeta ludowy (ur. 1821)
- 1876 – Johann Löwenthal, brytyjski szachista pochodzenia węgierskiego (ur. 1810)
- 1877 – Kalikst Witkowski, rosyjski generał, prezydent Warszawy (ur. 1818)
- 1881 – Edward Białoskórski, rosyjski pułkownik, urzędnik pochodzenia polskiego (ur. 1799)
- 1883 – Thomas Swann, amerykański przedsiębiorca, prawnik, polityk (ur. 1809)
- 1888 – Józef Bełza, polski chemik, wykładowca akademicki (ur. 1805)
- 1889 – Rudolf Leuckart, niemiecki chemik, wykładowca akademicki (ur. 1854)
- 1896:
  - Hermann Cuno, niemiecki architekt (ur. 1831)
  - Józef Rogosz, polski pisarz, publicysta (ur. 1844)
- 1897 – Lafayette McLaws, amerykański generał (ur. 1821)
- 1900 – Józef Skarbek, polski hrabia, ziemianin, uczestnik powstania styczniowego (ur. 1819)
- 1903 – Iłarion Hrabowycz, ukraiński poeta, publicysta, nauczyciel (ur. 1856)
- 1906:
  - Ferdinand von Saar, austriacki prozaik, dramaturg, poeta (ur. 1833)
  - Stanisław August Dominik Żurowski, polski szlachcic, ziemianin, uczestnik powstania styczniowego (ur. 1840)
- 1908:
  - Walter Leistikow, niemiecki malarz, grafik (ur. 1865)
  - Vilhelm Lilljeborg, szwedzki zoolog, wykładowca akademicki (ur. 1816)
- 1910 – Archip Kuindży, rosyjski malarz pochodzenia greckiego (ur. 1841)
- 1911 – Władysław Fierek, polski kompozytor, pedagog (ur. 1838)
- 1914 – Adolf Martens, niemiecki inżynier, metalograf (ur. 1850)
- 1919 – Tadeusz Langie, polski ziemianin, polityk, uczestnik powstania styczniowego (ur. 1841)
- 1920:
  - Jusuf al-Azma, syryjski dowódca wojskowy, polityk (ur. 1883)
  - Ludwik Baraniecki, polski podporucznik (ur. 1897)
  - Ludwig Ganghofer, niemiecki prozaik, dramaturg (ur. 1855)
  - Jan Szyszkowski, polski pułkownik piechoty (ur. ?)
- 1921:
  - Cyrus Ingerson Scofield, amerykański kaznodzieja i teolog protestancki (ur. 1843)
  - Fiodor Siergiejew, rosyjski rewolucjonista, działacz bolszewicki (ur. 1883)
- 1925 – Ottilie Baader, niemiecka działaczka socjaldemokratyczna (ur. 1847)
- 1926:
  - Edward Słoński, polski poeta, prozaik (ur. 1872)
  - Theodore Clement Steele, amerykański malarz (ur. 1847)
- 1927:
  - Ryūnosuke Akutagawa, japoński poeta, prozaik (ur. 1892)
  - Maurice Edgar Crumpacker, amerykański wojskowy, polityk (ur. 1886)
- 1930:
  - Tadeusz Czapelski, polski dziennikarz, publicysta, literat (ur. 1853)
  - Zefiryn Ćwikliński, polski malarz (ur. 1871)
  - Šatrijos Ragana, litewska pisarka, tłumaczka, pedagog (ur. 1877)
- 1931 – Claudionor Gonçalves, brazylijski piłkarz (ur. 1899)
- 1933 – Max von Schillings, niemiecki kompozytor, dyrygent (ur. 1868)
- 1934:
  - Hans Hahn, austriacki matematyk, filozof, wykładowca akademicki (ur. 1879)
- 1935 – John Carlsson, szwedzki żeglarz sportowy (ur. 1870)
- 1936:
  - Maria Angeles od św. Józefa Valtierra Tordesillas, hiszpańska karmelitanka bosa, męczennica, błogosławiona (ur. 1905)
  - Jaume Barjau y Martí, hiszpański kapucyn, męczennik, błogosławiony (ur. 1891)
  - Teresa od Dzieciątka Jezus i św. Jana od Krzyża García y García, hiszpańska karmelitanka bosa, męczennica, błogosławiona (ur. 1909)
  - Maria Pilar od św. Franciszka Borgiasza Martínez Garcia, hiszpańska karmelitanka bosa, męczennica, błogosławiona (ur. 1877)
  - María Mercedes Prat, hiszpańska terezjanka, męczennica, błogosławiona (ur. 1880)
- 1937:
  - Alexandru Obregia, rumuński psychiatra, wykładowca akademicki (ur. 1860)
- 1940 – Józef Perkowski, polsko-litewski ludoznawca, artysta grafik (ur. 1896)
- 1941:
  - Józef Czachowski, polski porucznik pilot (ur. 1916)
  - Willis Chatman Hawley, amerykański polityk (ur. 1864)
  - Rudolf Ramek, austriacki prawnik, polityk, kanclerz Austrii (ur. 1881)
- 1942 – Witold Czarnek, polski adwokat, działacz społeczny (ur. 1888)
- 1944:
  - Michaił Czupiłko, radziecki robotnik, żołnierz (ur. 1913)
  - Franciszek Wasiela, polski duchowny katolicki (ur. 1900)
  - Zou Taofen, polski dziennikarz, publicysta (ur. 1895)
- 1945 – Ernst Damzog, niemiecki funkcjonariusz i zbrodniarz nazistowski (ur. 1882)
- 1946 – Tadeusz Wienc, polski porucznik (ur. 1923)
- 1947:
  - Armand Crabbé, belgijski śpiewak operowy (baryton) (ur. 1883)
  - Emil Seidel, amerykański polityk (ur. 1864)
  - Wasilij Żylin, radziecki żołnierz (ur. 1915)
- 1948:
  - John Sandblom, szwedzki żeglarz sportowy (ur. 1871)
  - Penczo Złatew, bułgarski generał, polityk, premier Bułgarii (ur. 1883)
- 1949:
  - Nils Östensson, szwedzki biegacz narciarski (ur. 1918)
  - Konstanty Skirmunt, polski dyplomata, polityk, minister spraw zagranicznych (ur. 1866)
- 1951:
  - Eugen Bönsch, austriacki pilot wojskowy, as myśliwski (ur. 1897)
  - Iwan Korczagin, radziecki generał porucznik (ur. 1898)
  - Paddy Moore, irlandzki piłkarz (ur. 1909)
- 1952:
  - Richard Johansson, szwedzki łyżwiarz figurowy (ur. 1882)
  - Zdzisław Steusing, polski bakteriolog, wykładowca akademicki (ur. 1883)
- 1954:
  - Harald Klem, duński gimnastyk (ur. 1884)
  - Mary Church Terrell, amerykańska działaczka na rzecz praw obywatelskich, sufrażystka (ur. 1863)
- 1955 – Theodore Sherman Palmer, amerykański zoolog, wykładowca akademicki (ur. 1868)
- 1957:
  - Sacha Guitry, francuski reżyser filmowy i teatralny, aktor, scenarzysta, dramaturg (ur. 1885)
  - James George Needham, amerykański entomolog, limnolog, wykładowca akademicki (ur. 1868)
- 1958 – Mabel Ballin, amerykańska aktorka (ur. 1887)
- 1959 – Mihail Lascăr, rumuński generał, polityk, minister obrony (ur. 1889)
- 1960:
  - Edward Abramowicz, polski polityk, poseł na Sejm Ustawodawczy (ur. 1916)
  - Hans Albers, niemiecki aktor, piosenkarz (ur. 1891)
  - Jos Saveniers, belgijski kierowca wyścigowy (ur. 1929)
- 1961 – Feliks Dobrowolski, polski aktor (ur. 1884)
- 1963 – Lothar Neumann, niemiecki architekt, urzędnik nadzoru budowlanego (ur. 1891)
- 1964 – Maksym Rylski, ukraiński poeta, tłumacz, działacz społeczny pochodzenia polskiego (ur. 1895)
- 1965 – Constance Bennett, amerykańska aktorka (ur. 1904)
- 1967 – Thomas Tien Ken-sin, chiński duchowny katolicki, arcybiskup Pekinu, administrator apostolski Tajpej, kardynał (ur. 1890)
- 1969:
  - Witold Gombrowicz, polski powieściopisarz, nowelista, dramaturg (ur. 1904)
  - Francis Lee Jaques, amerykański malarz, ilustrator, podróżnik (ur. 1887)
- 1970 – John Mavrogordato, brytyjski historyk, bizantynolog i neogrecysta, wykładowca akademicki (ur. 1882)
- 1971:
  - Maksymilian Firek, polski kapitan kapelmistrz, muzyk (ur. 1888)
  - Alan Rawsthorne, brytyjski kompozytor (ur. 1905)
- 1972:
  - Florian Grzechowiak, polski koszykarz, trener (ur. 1914)
  - Lance Reventlow, amerykański kierowca wyścigowy (ur. 1936)
  - Petko Stajnow, bułgarski prawnik, dyplomata, polityk (ur. 1890)
- 1974:
  - James Chadwick, brytyjski fizyk, wykładowca akademicki, laureat Nagrody Nobla (ur. 1891)
  - Bronisław Cudzich, polski aktor, malarz (ur. 1925)
- 1975 – Frithjof Andersen, norweski zapaśnik (ur. 1893)
- 1976:
  - Julius Döpfner, niemiecki duchowny katolicki, arcybiskup Monachium i Fryzyngi, kardynał (ur. 1913)
  - Adam Pragier, polski ekonomista, polityk pochodzenia żydowskiego (ur. 1886)
- 1977:
  - Alfons Mrowiec, polski historyk, wykładowca akademicki (ur. 1913)
  - Marian Nowiński, polski botanik, rolnik, leśnik, historyk rolnictwa i ogrodnictwa, wykładowca akademicki (ur. 1897)
  - Sigrid Sundby, norweska łyżwiarka szybka (ur. 1942)
- 1978 – Wilhelm Kubsz, polski podpułkownik, duchowny katolicki (ur. 1911)
- 1979:
  - Albert Hersoy, francuski gimnastyk (ur. 1895)
  - Konrad Namieśniowski, polski komandor (ur. 1901)
  - Edward Stachura, polski poeta, prozaik, pieśniarz, tłumacz (ur. 1937)
- 1980:
  - Lucien Faucheux, francuski kolarz torowy i szosowy (ur. 1899)
  - Davis Grubb, amerykański pisarz (ur. 1919)
  - Peter Sellers, brytyjski aktor, reżyser filmowy (ur. 1925)
- 1981:
  - Greta Almroth, szwedzka aktorka (ur. 1888)
  - Janina Ordężanka, polska aktorka (ur. 1889)
- 1982:
  - Jean Girault, francuski scenarzysta i reżyser filmowy (ur. 1924)
  - Florence Henri, szwajcarska fotografka, malarka (ur. 1893)
  - Takeshi Katō, japoński gimnastyk (ur. 1942)
- 1983 – Nicolaus von Below, niemiecki oficer Luftwaffe (ur. 1907)
- 1984 – Edward Strzelecki, polski dziennikarz i działacz sportowy (ur. 1917)
- 1985 – Hachirō Tako, japoński aktor (ur. 1940)
- 1986:
  - Willy Kaiser, niemiecki bokser (ur. 1912)
  - Fritz Lipmann, amerykański biochemik, wykładowca akademicki, laureat Nagrody Nobla pochodzenia niemieckiego (ur. 1899)
  - Yoshiyuki Tsuruta, japoński pływak (ur. 1903)
- 1988 – Ilona Elek, węgierska florecistka (ur. 1907)
- 1989:
  - Stefania Beylin, polska tłumaczka, publicystka filmowa pochodzenia żydowskiego (ur. 1900 lub 1906)
  - Czesław Łapiński, polski taternik, alpinista, ratownik górski (ur. 1912)
- 1990:
  - Coen Dillen, holenderski piłkarz, trener (ur. 1926)
  - Arno Arthur Wachmann, niemiecki astronom (ur. 1902)
- 1991:
  - Edmund Białas, polski piłkarz, trener (ur. 1919)
  - Tadeusz Kwaśniak, polski pedofil, seryjny morderca (ur. 1951)
  - Isaac Bashevis Singer, amerykański pisarz pochodzenia polsko-żydowskiego, laureat Nagrody Nobla (ur. 1902)
- 1992 – Gawriił Ilizarow, rosyjski ortopeda (ur. 1921)
- 1993:
  - Erik Jansson, szwedzki kolarz szosowy (ur. 1907)
  - Stanisław Jordanowski, polski żołnierz, znawca polskiej sztuki, działacz emigracyjny (ur. 1914)
- 1994:
  - Maria Grinberg, polska historyk pochodzenia żydowskiego (ur. 1912)
  - Robert Wangila, kenijski bokser (ur. 1966)
- 1995:
  - George Rodger, brytyjski fotoreporter (ur. 1908)
  - Jerzy Toeplitz, polski krytyk filmowy, historyk kina, pedagog (ur. 1909)
- 1996:
  - Virginia Christine, amerykańska aktorka (ur. 1920)
  - Bogdan Precz, polski akordeonista, kompozytor (ur. 1960)
- 1997:
  - Tadeusz Brajerski, polski językoznawca, wykładowca akademicki (ur. 1913)
  - Frank Parker, amerykański tenisista pochodzenia polskiego (ur. 1916)
  - Władimir Tuczkiewicz, rosyjski fizyk, polityk (ur. 1904)
- 1998:
  - Berta Hrubá, czeska hokeistka na trawie (ur. 1946)
  - Jacek Kalabiński, polski dziennikarz (ur. 1938)
- 1999:
  - Władimir Aleksiejew, radziecki admirał (ur. 1912)
  - Henk Pellikaan, holenderski piłkarz (ur. 1910)
  - Jerzy Przybylski, polski aktor (ur. 1923)
- 2000 – Anatolij Firsow, rosyjski hokeista, trener, polityk (ur. 1941)
- 2001 – Mieczysław Wodnar, polski podpułkownik, pisarz, tłumacz, publicysta pochodzenia żydowskiego (ur. 1909)
- 2002 – Mustafa Mansur, egipski piłkarz, bramkarz, trener, polityk (ur. 1914)
- 2003:
  - Ija Ariepina, rosyjska aktorka (ur. 1930)
  - Marian Bondzior, polski generał brygady pilot (ur. 1925)
  - Maria Kozierska, polska aktorka (ur. 1922)
- 2004:
  - Claude Ballif, francuski kompozytor, teoretyk muzyki, pedagog (ur. 1922)
  - Cotton Fitzsimmons, amerykański trener koszykarski (ur. 1931)
- 2005 – Pavel Dostál, czeski artysta, polityk, minister kultury (ur. 1943)
- 2007:
  - Giorgio Anglesio, włoski szpadzista (ur. 1922)
  - Abdullah Mehsud, pasztuński terrorysta (ur. ok. 1978)
  - Charles Whiting, brytyjski pisarz, historyk, germanista (ur. 1926)
- 2008:
  - Stanisław Kondek, polski bibliolog, historyk literatury (ur. 1949)
  - Marian Porębski, polski śpiewak operowy (tenor) (ur. 1910)
- 2009 – Zé Carlos, brazylijski piłkarz, bramkarz (ur. 1962)
- 2010:
  - Theo Albrecht, niemiecki przedsiębiorca (ur. 1922)
  - Kazimierz Bednarski, polski związkowiec (ur. 1945)
  - Alex Higgins, północnoirlandzki snookerzysta (ur. 1949)
  - Jadwiga Krzyżaniakowa, polska historyk, mediewistka (ur. 1930)
  - Igor Tałankin, rosyjski reżyser i scenarzysta filmowy (ur. 1927)
- 2011:
  - Janusz Gniatkowski, polski piosenkarz (ur. 1928)
  - Virgilio Noè, włoski kardynał (ur. 1922)
  - Dan Peek, amerykański muzyk, basista, członek zespołu America (ur. 1950)
- 2012:
  - Jerry Ahern, amerykański pisarz science fiction (ur. 1946)
  - John Atta-Mills, ghański polityk, prezydent Ghany (ur. 1944)
  - Chad Everett, amerykański aktor, reżyser filmowy i telewizyjny (ur. 1937)
  - Jerzy Kmita, polski filozof, teoretyk kultury (ur. 1931)
  - Andrzej Terlecki, polski polityk, działacz opozycji demokratycznej (ur. 1952)
  - Jorge Vieira, brazylijski piłkarz, trener (ur. 1934)
- 2013:
  - Jerzy Bączek, polski aktor (ur. 1928)
  - Chiwoniso Maraire, zimbabweńska piosenkarka (ur. 1976)
- 2014 – Władysław Sidorowicz, polski psychiatra, samorządowiec, polityk, minister zdrowia i opieki społecznej (ur. 1945)
- 2015 – Weronika Migoń, polska reżyserka filmowa (ur. 1977)
- 2016:
  - Adam (Dubec), polski duchowny prawosławny, arcybiskup przemyski i nowosądecki (ur. 1926)
  - Bogusław Kokotek, polski duchowny ewangelicki, dziennikarz, publicysta, działacz społeczny i ekumeniczny (ur. 1949)
  - Marni Nixon, amerykańska śpiewaczka operowa (sopran) (ur. 1930)
- 2017 – Zbigniew Gostomski, polski malarz, fotograf, artysta współczesny (ur. 1932)
- 2018:
  - Vincenzo Silvano Casulli, włoski astronom amator (ur. 1944)
  - Anna Leszczyńska, polska działaczka turystyczna, przewodnik PTTK, żołnierz AK (ur. 1924)
- 2019:
  - Sammy Chapman, północnoirlandzki piłkarz (ur. 1938)
  - Piotr Paszkowski, polski urzędnik dyplomatyczny, tłumacz, rzecznik prasowy (ur. 1950)
  - Władysław Skrzypek, polski nauczyciel, mechanik, polityk, samorządowiec, prezydent Włocławka, poseł na Sejm RP (ur. 1941)
- 2020:
  - Piotr Baron, polski dyrygent, arteterapeuta (ur. 1965)
  - Jacek Czyż, polski aktor, lektor (ur. 1953)
  - Ben Jipcho, kenijski lekkoatleta, średnio- i długodystansowiec (ur. 1943)
  - Ewa Milde-Prus, polska aktorka (ur. 1944)
  - Benjamin Mkapa, tanzański polityk, prezydent Tanzanii (ur. 1938)
  - Bernard Mohlalisi, lesotyjski duchowny katolicki, oblat, arcybiskup Maseru (ur. 1933)
  - Regis Philbin, amerykański prezenter telewizyjny (ur. 1931)
  - Jan Verroken, belgijski samorządowiec, polityk, burmistrz Oudenaarde, eurodeputowany (ur. 1917)
- 2021:
  - Rodney Alcala, amerykański seryjny morderca (ur. 1943)
  - Jackie Mason, amerykański aktor, komik (ur. 1928)
  - Virgílio Pereira, portugalski nauczyciel, samorządowiec, polityk, eurodeputowany (ur. 1941)
  - Antoni Rajkiewicz, polski ekonomista, polityk, minister pracy, płac i spraw socjalnych (ur. 1922)
- 2022:
  - Janina Altman, izraelska chemiczka, pisarka (ur. 1931)
  - Tamar Eszel, izraelska polityk, dyplomatka (ur. 1920)
  - Lotte Ingrisch, austriacka pisarka, dramaturg (ur. 1930)
  - Zygmunt Józefczak, polski aktor (ur. 1947)
  - Jurij Kołmakow, rosyjski biathlonista (ur. 1945)
  - Vytautas Tomkus, litewski aktor (ur. 1940)
  - David Warner, brytyjski aktor (ur. 1941)
- 2023:
  - Marc Augé, francuski etnolog, antropolog kulturowy (ur. 1935)
  - Paul Darmanin, maltański duchowny katolicki, kapucyn, biskup Garissy (ur. 1940)
  - Roman Dyląg, polski kontrabasista, kompozytor jazzowy (ur. 1938)
  - Trevor Francis, angielski piłkarz, trener (ur. 1954)
  - Charles W. Misner, amerykański fizyk, wykładowca akademicki (ur. 1932)
- 2024:
  - Zofia Grażyna Jarząb, polska chirurg szczękowo-twarzowa, wykładowczyni akademicka (ur. 1926)
  - Dmytro Kiwa, ukraiński inżynier, konstruktor lotniczy, przedsiębiorca  (ur. 1942)
  - Adam Michalski, polski trener piłkarski (ur. 1948)
  - Janusz Sikorski, polski germanista, tłumacz (ur. 1943)
- 2025:
  - Josef Černý, czeski hokeista, trener (ur. 1939)
  - Julio César Cortés, urugwajski piłkarz, trener (ur. 1941)
  - Danuta Duś, polska farmakolog, profesor nauk biologicznych (ur. 1943)
  - Hulk Hogan, amerykański wrestler, aktor (ur. 1953)
  - Cleo Laine, brytyjska wokalistka jazzowa, aktorka (ur. 1927)